# 第五波 (小說)
《第五波》（英語：The 5th Wave）是一本由瑞克·楊西所著的青少年科幻小說，為系列三部曲中的第一部。評論家認為，本書並不遜色於《飢餓遊戲》和《路》，並指出「那些外星人應該會成為《暮光之城》的吸血鬼」。續集《第五波II：無垠之海》（The Infinite Sea）於2014年9月16日發行，第二部續集《第五波III：最後一顆星星》（The Last Star）於2016年5月24日推出。
該書的改編電影于2016年1月22日上映，由克蘿伊·葛蕾絲·摩蕾茲主演。

## 內容主線：外星入侵
- 第一波「熄燈」：釋放電磁脈衝波使所有的電子產品失效導致50萬人死亡。
- 第二波「巨浪」：產生「帝國大廈的兩倍高」的海嘯湮滅城市，使30億人喪生。
- 第三波「瘟疫」：使全球97%的人口被感染而死。
- 第四波「消音」：讓人們產生無法得知敵人是誰的恐懼，彼此之間失去信任。
- 第五波：將剩下的「無標籤者」全數趕盡殺絕....。

## 外部連結
- 官方网站
- YouTube上的The 5th Wave book trailers compilation